# Guita Grin Debert
Guita Grin Debert é uma antropologa, cientista social e professora universitária brasileira. É conhecida por seus estudos sobre a velhice.

## Biografia
Nasceu em Santo André, pertencendo a uma família de origem judaica, seu pai havia emigrado da Palestina e sua mãe da Lituânia. É a filha mais velha do casal, e tem por irmãos Bila Sorj e Ezequiel Grin. Aos nove anos de idade emigrou para São Paulo, com a família, com o objetivo de expandir os negócios têxteis do pai. Em 1966 realizou uma grande viagem à Israel, onde estudou hebraico.
Casou na década de 1970, com o médico Zelman, sua primeira filha, Paula, nasceu em 1973. Também teve Iara.

### Formação
Iniciou sua graduação em Ciências Sociais em 1968. Por conta da ditadura militar exilou-se na França no ano seguinte, continuando seus estudos na Universidade de Sorbonne, dedicando-se especialmente em semiologia. Concluiu sua graduação em 1973, novamente no Brasil. Realizou mestrado em Ciência Política em 1977, sua dissertação Representações políticas no período populista foi orientada por Ruth Cardoso, que também a acompanharia no doutoramento. No mestrado analisou os discursos políticos de Miguel Arraes, Carlos Lacerda, Leonel Brizola e Adhemar de Barros.
Seu doutoramento foi concluindo em 1986, com a aprovação da tese A política do significado do início dos anos 60: o nacionalismo no ISEB e na ESG. Sua tese demonstrou como ambas as instituições desejavam um crescimento acelerado da economia brasileira. Toda sua formação acadêmica foi realizada pela Universidade de São Paulo.
Entre sua graduação e seu mestrado foi para a Inglaterra, onde se especializou na Universidade Wessex. O dialogo com os ingleses foi constante durante sua formação, tendo sido influenciada por Ernesto Laclau e Chantal Mouffe, interessando-se pelas questões de gênero. Eunice Durhan também foi uma influência importante em sua trajetória intelectual. O interesse do estudo da velhice veio depois. A partir de um artigo, idealizado por vontade própria, em que entrevistou 8 idosas, e tratou da velhice. Ficou conhecida por seu pioneirismo no tema, sendo convidada por Anne-Marie Guillemard para um seminário internacional sobre o tema. Desde então tem se especializado no assunto.
Realizou pós-doutoramento pela Universidade da California, entre 1989 e 1990; pela Universidade do Teesside, em 1995; pela Universidade de Lisboa e Universidade do Colorado, em 1999; e pela Universidade Estadual de Campinas, em 2003.

### Atuação
Atua desde 1984 no quadro de docentes do Departamento de Antropologia, da Universidade Estadual de Campinas. Em 2003 tornou-se professora titular da instituição. Recebeu em 2022 o título de professora emérita da Universidade Estadual de Campinas. Entre 1979 e 1989 foi professora da Pontifícia Universidade Católica de São Paulo. Foi professora visitante da Universidade de Paris e na Universidade de Bologna.
Atuou como vice-presidente da Associação Brasileira de Antropologia, entre 2000 e 2002, membra do Comitê Acadêmico de Ciências Sociais da CNPq, entre 2001 e 2003, e membra da Coordenação das Ciências Humanas e Sociais da Fundação de Amparo à Pesquisa do Estado de São Paulo, entre 2007 e 2014.

## Prêmios e honrarias
Recebeu em 2000 o Prêmio Jabuti na Categoria de Ciências Humanas, pelo seu livro A Reinvenção da Velhice (1999). Em 2002, foi contemplada com o prêmio acadêmico Zeferino Vaz. Em 2020 recebeu a Medalha Roquette Pinto de Contribuição a Antropologia.

## Obras
- Desafios do Cuidado. Campinas: IFCH / UNICAMP, 2019.
- A Reinvenção da Velhice. Socialização e Processos de Reprivatização do Envelhecimento. São Paulo: EDUSP, 1999.[3]
- Gênero em Gerações. Campinas: PAGU - Núcleo de Estudos de Gênro da UNICAMP, 1999.
- Antropologia e Envelhecimento. Campinas: IFCH / UNICAMP, 1994.
- Ideologia e Populismo. São Paulo: T. A. Queiroz, 1979.